# カワバタモロコ
カワバタモロコ（川端諸子、Hemigrammocypris rasborella）はコイ科に分類される淡水魚の一種。カワバタモロコ属は単型である。キンジャコ・キンボテ・キンター・キンモロコ・キンカンモロコ・ギンハラ・ギンタ・ギンタバエなどの地方名がある。令和2年から特定第二種国内希少野生動植物に指定されている。

## 分布
日本固有種。本来の分布地は、静岡県以西の本州（岡山県まで。日本海側には分布しない）、四国の瀬戸内海側（徳島県と香川県）、九州北西部（福岡県と佐賀県）。不連続かつ局所的な分布である。環境省ならびに都道府県版レッドデータブックの記載も参照。福岡県と佐賀県における分布は、2005年から2006年にかけて実施された調査によると有明海周辺の地域に限られ、生息域の大幅な減少が判明した。また、熊本県からは出現しなかったと報告されている。

### 人間史
- 1910年 魚類学者のヘンリー・ウィード・ファウラーが新種記載
- 1916年 田中茂穂が和名「カワバタモロコ」を命名。カワバタモロコの「カワバタ」は、琵琶湖産の標本提供者の川端重五郎（滋賀県水産試験場初代場長）に因む。

## 形態

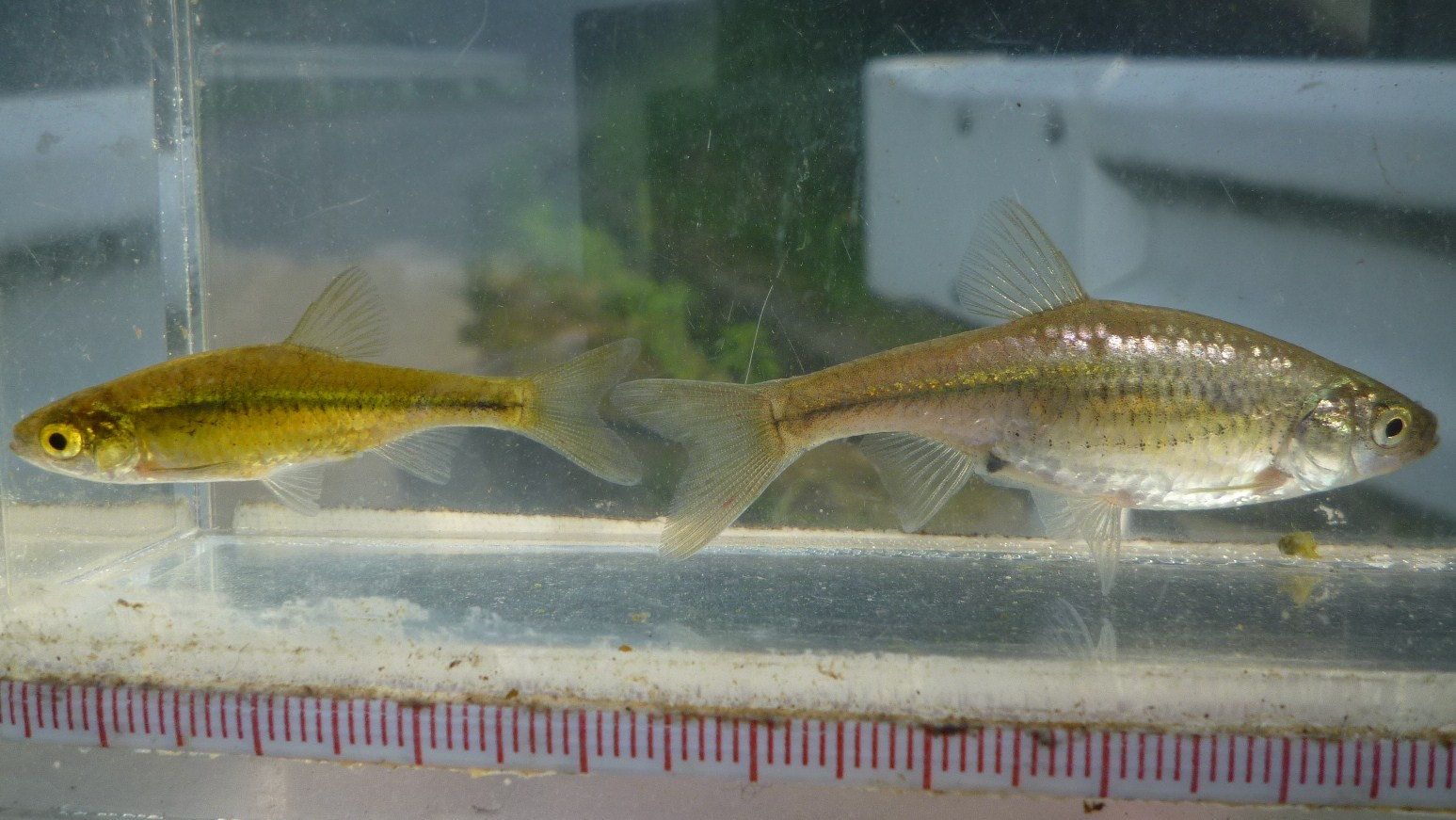
香川県産カワバタモロコ成魚の雄（左）と雌（右）。産卵期を迎え、雄は金色の婚姻色を呈している。

全長は約5cmで、自然界においては約3-4cmの小型個体が多い。
口がやや上向きについているのが特徴である。口髭は無く、側線は不完全で、胸鰭上方5-15鱗までしかない。ヒナモロコに似ているが、腹の断面がV字形であり体高がやや高い点や、咽頭歯が3列である点が異なる。腹鰭から肛門にかけての腹面は竜骨状を呈する。体側に薄い黒線がある。繁殖期の雄は、体色が金色になり胸鰭にはごく小さな追星が出て、黒線も明瞭になる。濃尾平野と伊勢平野の個体群間では、体長・頭部から背部の形状・尾柄の高さなどの外部形態に有意な違いが見られた。この変異が地理的要因（先天的な変異）によるものか生息環境（後天的な変異）によるものかを解明するために、産地別に遺伝情報の解析や生活史の詳細な調査が進められている。
雌は雄よりも大型に成長し体高が高くなる（写真参照）。本種の産卵行動（後述）から、雌は卵を確実に生産すること、雄は雌の動きに機敏に反応し、より接近して放精することへの自然淘汰がそれぞれ働いた結果であると考察されている。
日本産コイ科魚類中ではヒナモロコと並び仔稚魚がもっとも小さく、それぞれ全長は前期仔魚約3mm、後期仔魚約4.5mm、稚魚約11mmである。仔稚魚時は体高も低いが成長に従い体高は高くなっていく。

## 生態
平野部の小川や浅い湖沼・ため池、用水路に生息する。水流のほとんどない水生植物が繁茂する場所を好み、繁殖期を中心に表層を少数で群れをつくり遊泳することが多い。
福岡県、佐賀県周辺における生息状況調査によると、モツゴ（出現率100%）、ギンブナ(100%)、ゲンゴロウブナ(95.7%)、ツチフキ(91.3%)、バラタナゴ(87.0%)、メダカ(65.2%)と同所的に生息しているとされる。
孵化直後の仔魚は、ワムシ類を好んで捕食する。成長に伴って雑食性に移行し、水生小動物や付着藻類などを餌とする。
繁殖期はおおむね5月中旬から7月下旬で、成熟した1尾の雌を複数の雄が追尾して浅場の水草に卵（卵径約1mm）を産む。受精卵は水温25℃ではおよそ24時間で孵化する。仔魚は1年で成魚となり、寿命は2-3年である。ただし、成熟し産卵に参加した成魚はその年の冬までに死ぬものが多い。飼育下では5年ほど生き、全長7-8cmに成長する個体がいることが知られている。
佐賀県の六角川水系近隣の農業用水路における生態調査では、当地の本種は1年で成熟・産卵してそのほとんどが寿命を迎えること、仔稚魚は夏季に出現し以後急速に成長するが冬季には成長が停滞し、翌年春以降に再度急成長して成熟・初夏に産卵に至ることが明らかになった。種々の環境条件における分布情報の解析によって、春-初夏にかけての成魚の成長と産卵には高い水温が、夏-秋にかけての仔稚魚の成長にはコンクリート護岸の比率の少なさが、冬季の未成魚の越冬には深い水深と抽水植物の少なさがそれぞれ関係していると指摘された。
1946年、滋賀県彦根市のため池で本種の産卵を調査した岡田弥一郎と中村守純によれば、全長42.5mmの雌は卵巣内に816粒の卵を持っていた。加えて2007年、岐阜県産の個体を用いた飼育実験によると、産卵誘発ホルモンのゴナドトロピンを腹腔内に投与したところ、全長48.4mmの雌は332粒・49.7mmは310粒を、投与後8時間30分-10時間45分後の間にそれぞれ産卵した。産卵行動（上述）1回当たりの平均卵数は6.3粒であった。
神戸市のため池における調査では、産卵期の7月に、深場では雄と雌の性比がおよそ1:1で採集されたのに対し、産卵行動が観察された浅場では採集時の性比がおよそ3:1と、雄に大きく偏ることが分かった。雌を雄が群れで追い、繰り返し浅場の植物帯に侵入して産卵していたという。このことから本種の産卵では、雄同士が雌をめぐって闘争行動を取ったり、雌が特定の雄を選択して産卵したりする要素は低く、両者の成熟度や群れた雄の追尾の頻度に左右される任意な交配になっている可能性が高い。

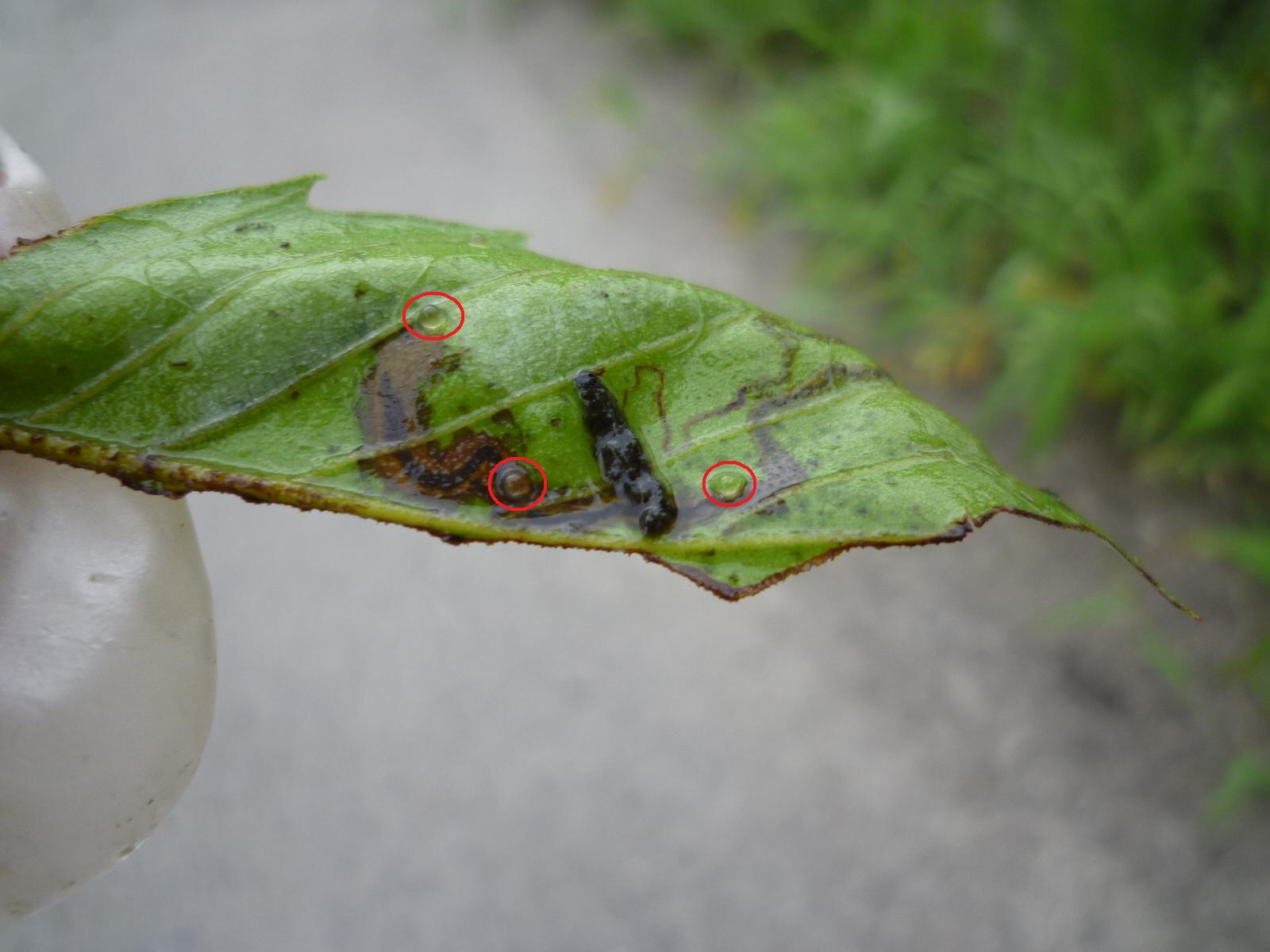
香川県産カワバタモロコの卵（赤丸）。7月下旬に、ため池の浮遊している落ち葉に産み付けられていた。卵径は約1mm。
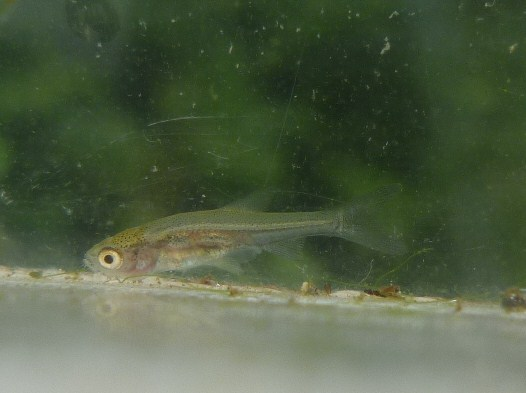
香川県産カワバタモロコの稚魚。全長約7mm。
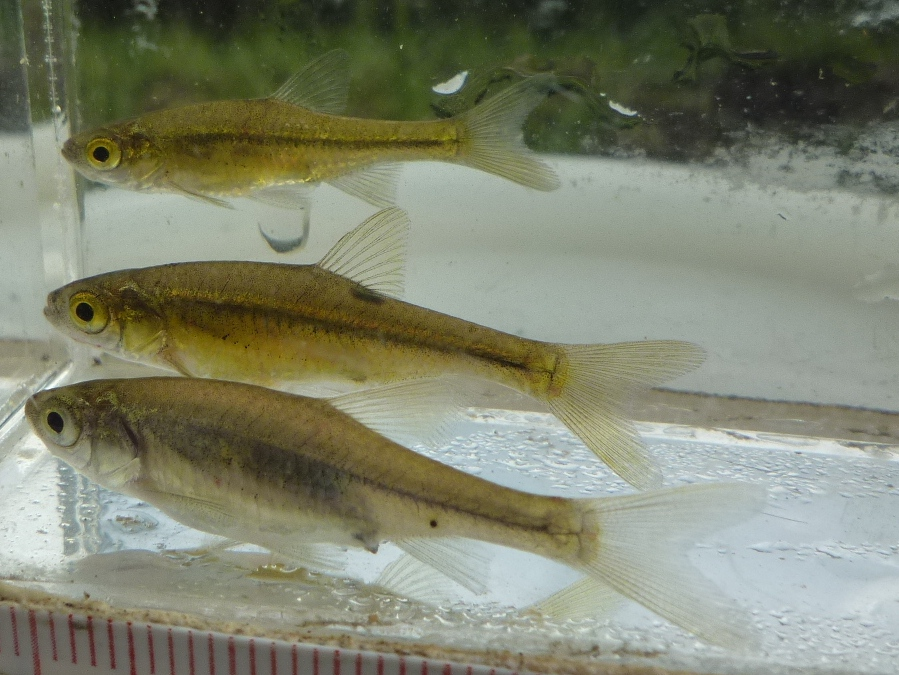
香川県のため池に産するカワバタモロコの満1年成熟魚。上2個体が雄（全長2.4cm・3.3cm）、下1個体が雌（全長3.7cm）。この後、生息環境により成長や余命は異なってくる。

## 保全状況評価
- 絶滅危惧IB類 (EN)（環境省レッドリスト）[14]

- 都道府県別レッドリスト[15]

| カテゴリ         | 都道府県                                                                                   |
| ---------------- | ------------------------------------------------------------------------------------------ |
| 絶滅危惧I類相当  | 静岡県 愛知県 岐阜県 三重県 滋賀県 京都府 大阪府 兵庫県 岡山県 徳島県 香川県 福岡県 佐賀県 |
| 絶滅危惧II類相当 | 奈良県                                                                                     |
| 情報不足         | 和歌山県                                                                                   |

2015年4月現在、生息が確認されている府県すべてでレッドデータブックに記載されている。そのうち13府県で絶滅危惧I類相当に選定されている状況である。愛知県豊田市と西尾市では、本種が市の天然記念物に指定されている。

### 生息数減少の要因
コンクリート三面化や水路の直線化などの河川・用水路の改修、水田耕作放棄による水路の乾燥化および環境悪化、宅地化の進行、ため池の埋め立てや管理放棄、アメリカザリガニ、オオクチバス・ブルーギル等の外来生物の捕食により各地で個体数が減少している。仔稚魚が小さいため、化学肥料や魚毒性の高い農薬の流入による生息環境の悪化も指摘されているに従い餌となる微生物群が変化したことも影響したとみられる。
2015年4月現在、希少野生動植物保護条例に基づいて本種の野生個体の捕獲を禁じている自治体は、静岡県・三重県・岡山県・香川県・岐阜県安八郡輪之内町である。違法な捕獲行為に対してはそれぞれ罰則規定が設けられている。
なお、本種を系統保存している主な水族館は以下の通りである。
- 碧南海浜水族館
- 滋賀県立琵琶湖博物館
- 神戸市立須磨海浜水族園→神戸須磨シーワールド[23]
- 姫路市立水族館

### 資源保全への取り組み
種の保全を目論んで人工環境下での養殖試験も行われ、その一連の研究の中で仔魚期の給餌条件が明らかとなり増殖に向けた取り組みが進んでいる。
また、カワバタモロコだけで無く小魚の生息に適した水路環境の整備を行っている例もあるが、保全に前向きな側と保全を進める事により生産性が低下する農業従事者間の合意形成には多くの困難もある。

## ギャラリー

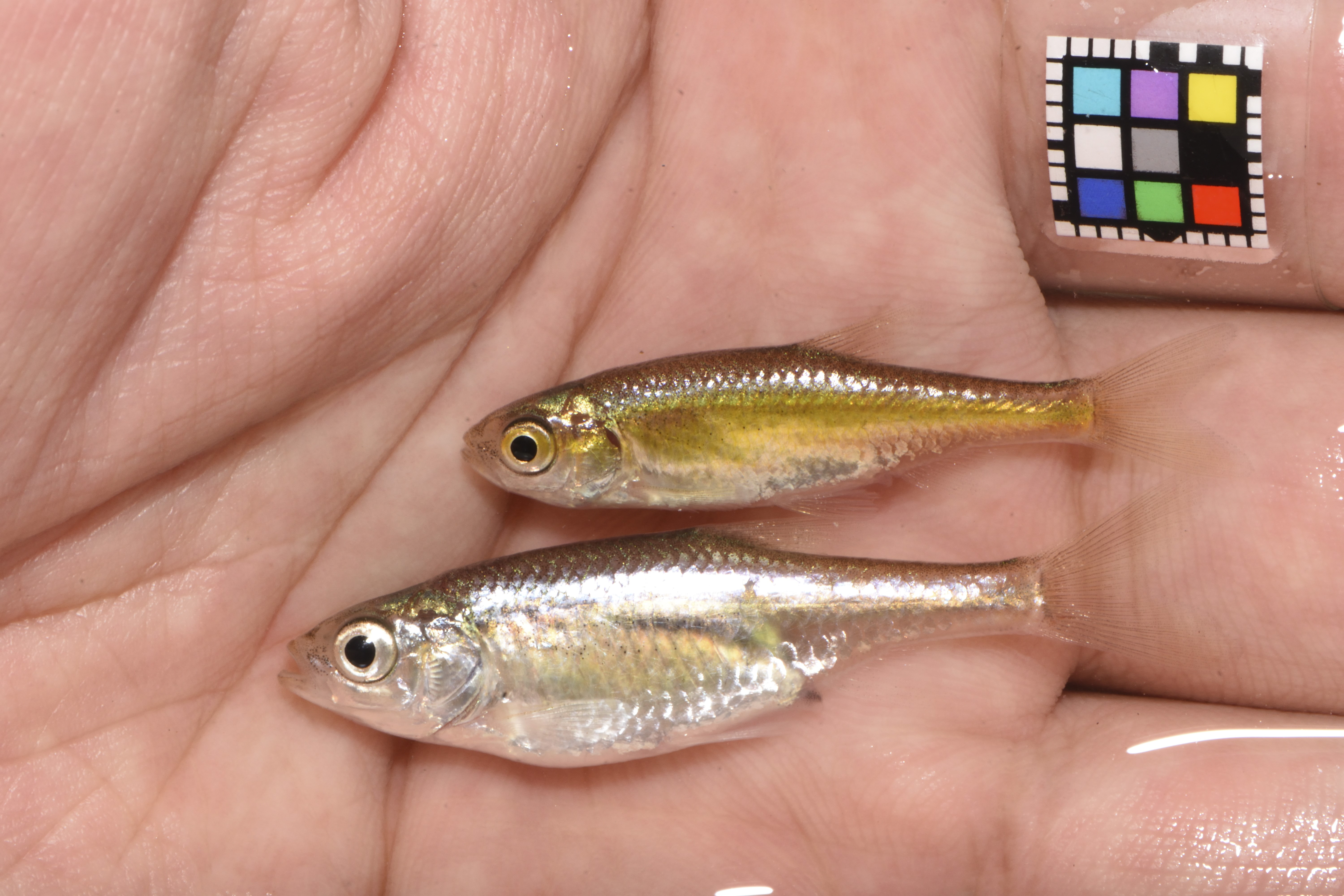
初夏の繁殖期、カワバタモロコ（佐賀平野）の雄（上）雌（下
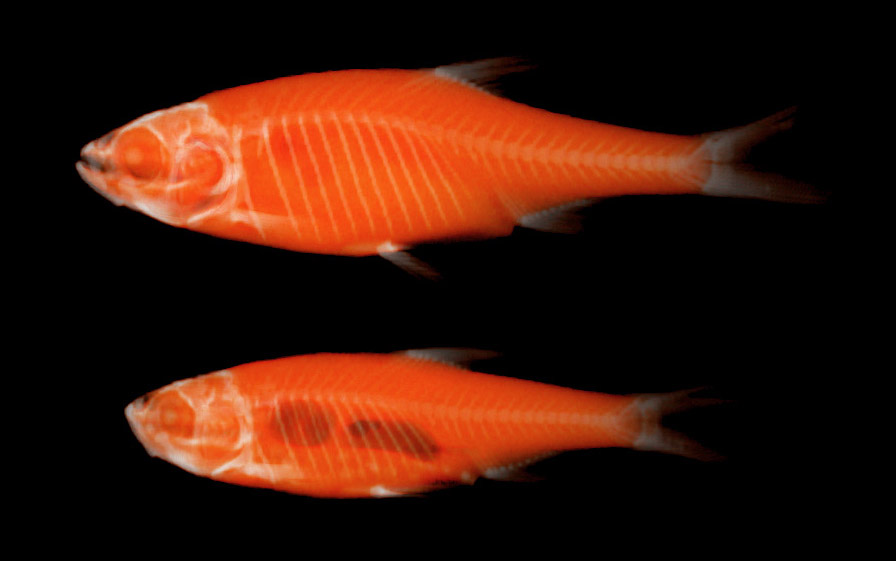
カワバタモロコ（佐賀平野）のCTスキャンモデル。 上：メス； 下：オス

## 関連書籍
- 秋山信彦、上田雅一、北野忠『川魚 完全飼育ガイド』、マリン企画、2003年。ISBN 9784895125222
- 金川直幸、板井隆彦「カワバタモロコの生息地と河川改修」、森誠一監修・編『魚から見た水環境-復元生態学に向けて/河川編』、信山社サイテック、1998年、61-80頁。
- 中村泉監修、田口哲写真・解説『川・湖・池の魚』、成美堂出版、1994年。
- 細谷和海「カワバタモロコ」、沖山宗雄編『日本産稚魚図鑑』、東海大学出版会、1988年、152-153頁。
- 前畑政善「カワバタモロコ」、川那部浩哉・水野信彦・細谷和海編『山渓カラー名鑑 改訂版 日本の淡水魚』、山と渓谷社、2001年、256-257頁。